# Hundeshagen
Hundeshagen är en ortsteil i staden Leinefelde-Worbis i Leinefelde-Worbis i förbundslandet Thüringen i Tyskland. Hundeshagen var en kommun fram till 6 juli 2018 när den uppgick i Leinefelde-Worbis. Kommunen Hundeshagen hade 1 155 invånare 2018.